# Мико, Лена
Лена Мико (швед. Lena Micko, род. 18 июня 1955 года, Умео) — шведская женщина-политик. Член Социал-демократической рабочей партии. В прошлом — министр государственного управления (2019—2021), советник муниципалитета Линчёпинга и председатель Шведской ассоциации местных и региональных органов самоуправления (SKL) в 2015—2019 годах.

## Биография
Родилась 18 июня 1955 года в Умео. Отец — военный Аксель Мико (Axel Micko), мать — Бритт Мико.
Жила в Линчёпинге. Училась в гимназии и кафедральной школе Линчёпинга. Изучала французский язык в Линчёпингском университете.
С 1977 года работает в муниципалитете Линчёпинга на различных должностях. В 1979—1981 гг. — секретарь информационного отдела коммуны Линчёпинга, в 1981—1988 гг. — секретарь по делам беженцев. Член муниципального совета Линчёпинга в 1988—1991 гг. и 1999—2000 гг. В 1992—1999 гг. — руководитель отдела занятости и кадровых вопросов. Председатель муниципального совета Линчёпинга в 2001—2006 гг., в 2014—2015 гг., заместитель председателя в 2007—2014 гг. В 2003 году избрана членом совета Шведской ассоциации местных и региональных органов самоуправления (SKL). С 2007 года член исполнительного комитета SKL. В 2015—2019 гг. — председатель SKL, с 2019 года — второй заместитель председателя. В 2015—2019 гг. — заместитель председателя Совета европейских муниципалитетов и регионов (CEMR).
В 1994—2002 гг. — член совета лена Эстергётланд. В 2000—2005 гг. — член правления Государственного управления недвижимости. В 2003—2005 гг. — член правления Государственного совета по кредитованию жилищного строительства. В 2005—2007 гг. — председатель Государственного управления фортификаций. В 2011—2015 гг. — член правления четвёртого государственного пенсионного фонда (AP4).
В 1993—2011 гг. — член совета Социал-демократической рабочей партии. В 2011—2017 гг. замещающая (помощник) члена исполнительного комитета партии, с 2017 года — член исполнительного комитета партии. В 2012—2015 гг. — председатель партийного отделения в лене Эстергётланд.
В 2007—2011 гг. — председатель некоммерческой организации Шведская авиационная ассоциация (Föreningen Svenskt Flyg). В 2011—2015 гг. — член правления страховой компании KPA Pension, в 2015—2019 гг. — председатель правления.
1 октября 2019 года получила пост министра государственного управления в Министерстве финансов Швеции во втором кабинете Лёвена во главе с Стефаном Лёвеном. Сменила Ардалана Шекараби, получившего портфель министра социального обеспечения.
29 ноября 2021 года проинформировала премьер-министра Магдалену Андерссон, что не готова к формированию нового правительства. 30 ноября её сменила Ида Каркиайнен.

## Личная жизнь
Замужем. Имеет двух родных детей и двух неродных детей.